# Wilhelm Zierold
Wilhelm Zierold (* 12. Dezember 1825; † 11. Januar 1898 in Berlin) war ein deutscher Rittergutsbesitzer und Parlamentarier.

## Leben
Wilhelm Zierold studierte an der Rheinischen Friedrich-Wilhelms-Universität Bonn und der Friedrich-Wilhelms-Universität Berlin. 1846 wurde er Mitglied des Corps Guestphalia Bonn. Ab 1854 war er Besitzer des Ritterguts Mietzelfeld bei Soldin. Er war Ritterschaftsrat, Kreisdeputierter und Kreistagsmitglied.
Sei einer Nachwahl am 30. April 1880 bis zu seinem Tod 1898 vertrat Zierold als Abgeordneter den Wahlkreis Frankfurt 2 (Landsberg, Soldin; ab 1894: Stadt- und Landkreis Landsberg, Soldin) im Preußischen Abgeordnetenhaus. Er gehörte der Fraktion der Konservativen Partei an.